# Лорсьер
Лорсье́р (фр. и окс. Lorcières) — коммуна во Франции, находится в регионе Овернь. Департамент — Канталь. Входит в состав кантона Рюин-ан-Маржерид. Округ коммуны — Сен-Флур.
Код INSEE коммуны — 15107.
Коммуна расположена приблизительно в 440 км к югу от Парижа, в 95 км южнее Клермон-Феррана, в 70 км к востоку от Орийака.

## Население
Население коммуны на 2008 год составляло 199 человек.
| 1962 | 1968 | 1975 | 1982 | 1990 | 1999 | 2008 |
| ---- | ---- | ---- | ---- | ---- | ---- | ---- |
| 275  | 330  | 271  | 259  | 263  | 222  | 199  |

## Администрация
| Период | Период | Фамилия      | Партия | Примечания |
| ------ | ------ | ------------ | ------ | ---------- |
| 2001   | 2008   | Мишель Сутон |        |            |
| 2008   |        | Жорж Пишо    |        |            |

## Экономика

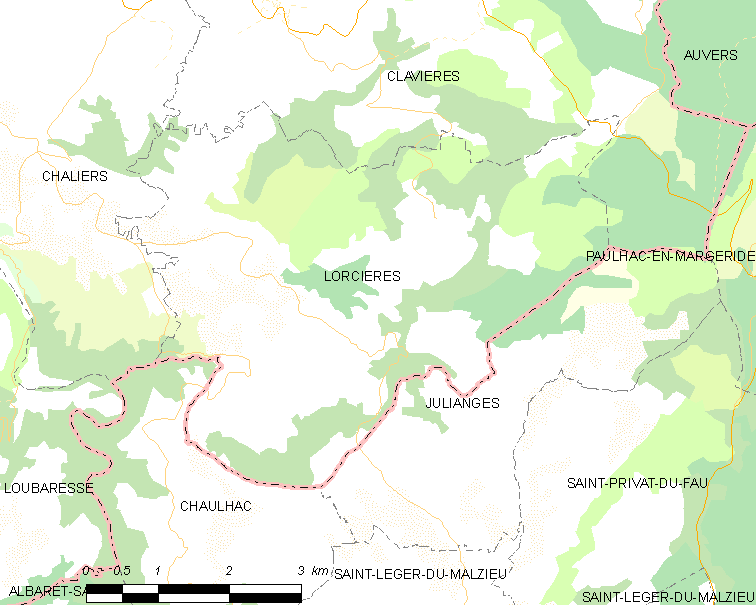
Карта коммуны

В 2007 году среди 122 человек в трудоспособном возрасте (15—64 лет) 78 были экономически активными, 44 — неактивными (показатель активности — 63,9 %, в 1999 году было 59,7 %). Из 78 активных работали 72 человека (48 мужчин и 24 женщины), безработных было 6 (2 мужчин и 4 женщины). Среди 44 неактивных 9 человек были учениками или студентами, 24 — пенсионерами, 11 были неактивными по другим причинам.

## Достопримечательности
- Церковь Сен-Себастьен (XVI век). Памятник истории с 1986 года[3].